# Meaty Beaty Big and Bouncy
Albums de The Who
Magic Bus: The Who on Tour
(1968) Odds and Sods
(1974)
Meaty Beaty Big and Bouncy est une compilation de titres du groupe britannique The Who. Elle est sortie en 1971.
La compilation regroupe de nombreux titres qui ne figurent pas dans les albums studio des Who, expliquant ainsi son grand succès.

## Pochette
De face figure une photographie prise par Graham Hughes de la façade du Railway Hotel, avec, devant la porte d'entrée, quatre enfants habillés comme les Who et les membres du groupe à une fenêtre.
Le dos de la pochette est un cliché de l'arrière du bâtiment, avec des affiches de concerts datant de 1965 (bien que la photo ait été prise en 1971).
Le Railway Hotel, également scène de concert, était un lieu favori des mods au début des années 60. Les Who devinrent des réguliers de ce lieu, dès la venue de Keith Moon en tant que batteur en 1964. C'est ici que le premier smashing guitar (destruction de guitare) de Pete Townshend a eu lieu.

## Titres
Toutes les chansons sont de Pete Townshend, sauf mention contraire.
1. I Can't Explain – 2:05
2. The Kids Are Alright – 2:45
3. Happy Jack – 2:12
4. I Can See for Miles – 4:06
5. Pictures of Lily – 2:43
6. My Generation – 3:18
7. The Seeker – 3:11
8. Anyway, Anyhow, Anywhere (Daltrey, Townshend) – 2:42
9. Pinball Wizard – 2:59
10. A Legal Matter – 2:48
11. Boris the Spider (Entwistle) – 2:28
12. Magic Bus –3:21
13. Substitute –3:49
14. I'm a Boy (autre mix) – 3:41

Album sorti également en version cassette audio avec quelques titres différents à cause de la durée de la bande. [Non !, c'est tout simplement les titres de la version française, même en vinyle !]
1. Happy Jack
2. The Kids Are Alright
3. I Can See for Miles
4. Pictures of Lily
5. My Generation
6. The Seeker
7. Circles
8. Let's See Action
9. Pinball Wizard
10. Boris the Spider (Entwistle)
11. Magic Bus
12. Substitute
13. I'm a Boy